# XXXテンタシオン
XXXテンタシオン（エックス エックス エックス テンタシオン、英: XXXTentacion、1998年1月23日 - 2018年6月18日）は、アメリカ合衆国のラッパー、歌手、ソングライター、音楽プロデューサー。
2013年にSoundCloudから作品のリリースを始め、2017年に楽曲「Look at Me」でブレイクを果たす。2018年にはアルバム『?』が初の米ビルボードチャートの1位になるなど大ヒットを記録したが、同年6月18日にフロリダ州ディアフィールドビーチで銃撃され死亡した。

## 生い立ち
XXXテンタシオンこと、ジャセー・ドウェイン・リカルド・オンフロイ（英: Jahseh Dwayne Ricardo Onfroy）は1998年1月23日、ジャマイカ系の両親のもとにプランテーションで生まれ、彼の祖母のもとで幼少期を過ごした。
音楽に興味を持ち始めたのは学校のコーラスグループに入った後だが、すぐに他生徒との喧嘩で追い出されてしまう。その後も家でロックやヒップホップを聴き始め、ピアノやギターが弾けるようになる。
オンフロイはPiper High Schoolに入学するが校風になじめず、また、彼はいわゆる"スポーツマン"のような人気者ではなかった等、本人は辛く、暗い高校時代だったと後に話している。

## 来歴

### キャリア初期

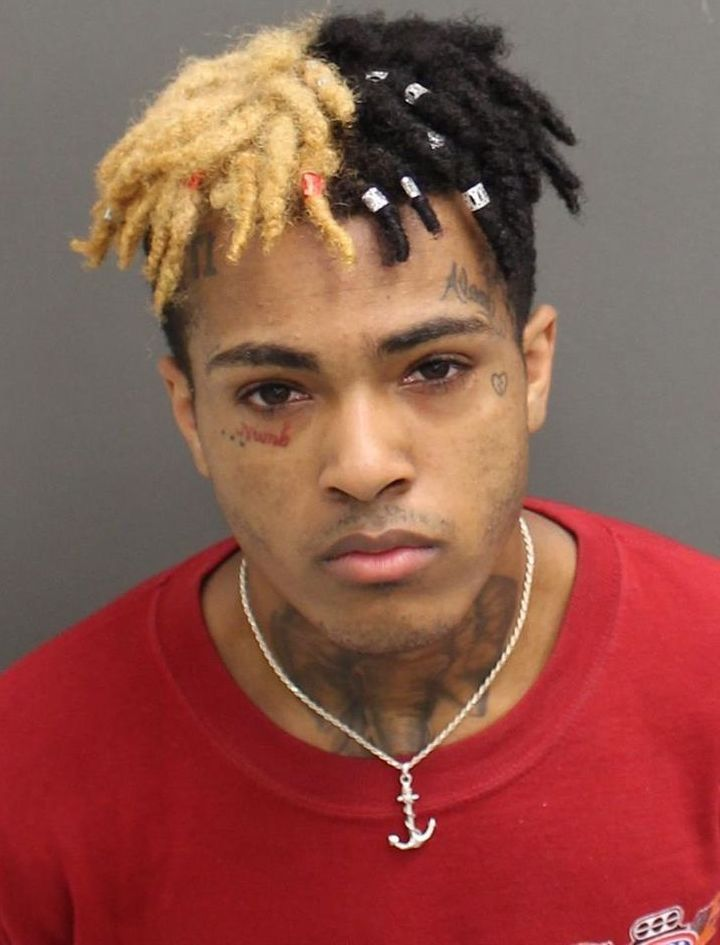
2016年に逮捕された際のマグショット

オンフロイのラッパーとしてのキャリアは2013年、「News/Flock」のリリースから始まる。彼が銃の違法所持で刑務所にいる間、彼の長年の友人となるラッパー、Ski Mask The Slump godと知り合う。出所後、彼らは小さなマイクを買い、作曲、レコーディングを始め、2014年に、JahsehがSoundCloudに彼の最初のオフィシャル楽曲、「Vice City」を投稿する。
その年の11月には、初のEP『The Fall』を発表する。その後すぐにSki Mask The Slump godとのコラボアルバム『Members Only Vol. 1』をリリース、2015年には『Members Only Vol. 2』を立て続けにリリース、2016年には新たなヘビーメタルをラップにミックスしたような新しいスタイルのEP『Willy Wonka Was a Child Murderer』を完成させる。
2015年に「Look At Me!」をSoundCloudで公表すると、その不快で異質な曲は業界で名を広めるきっかけとなった。翌2016年には「SoundCloud Rap」と呼ばれる新しいシーンの旗手と目されるようになり、フロリダ南部で人気が広がっていった。同年、彼はコールセンターでの仕事を辞めると、ラッパーのデンゼル・カリーと住み始める。
2016年7月、オンフロイが強盗、暴行の疑いで収監される。保釈金$10,000を払って出所した後、アルバム『Bad Vibes Forever』の制作に取り掛かる。リリース日が設定されていたが、オンフロイがガールフレンドに対する監禁、暴行の容疑で収監されたため、大幅に遅れた。

### 「Look at Me」のブレイク
2017年、リリースしたシングル「Look at Me」がアメリカのBillboard Hot 100で34位、カナダでもTop40に入るという快挙、ドレイクが直後に発表した曲がこの曲に酷似していたこともあって注目の的となった。その後もホット100で7位を記録した「Sad!」を初め、4曲がトップ40ヒットとなった。2017年8月リリースの1stアルバム『17』はビルボードアルバムチャート2位、2018年3月リリースの2ndアルバム『?』は初登場1位となった。
さらなる活躍が期待される最中、2018年6月18日にフロリダで銃撃に遭い、20歳で亡くなった。

## 殺害

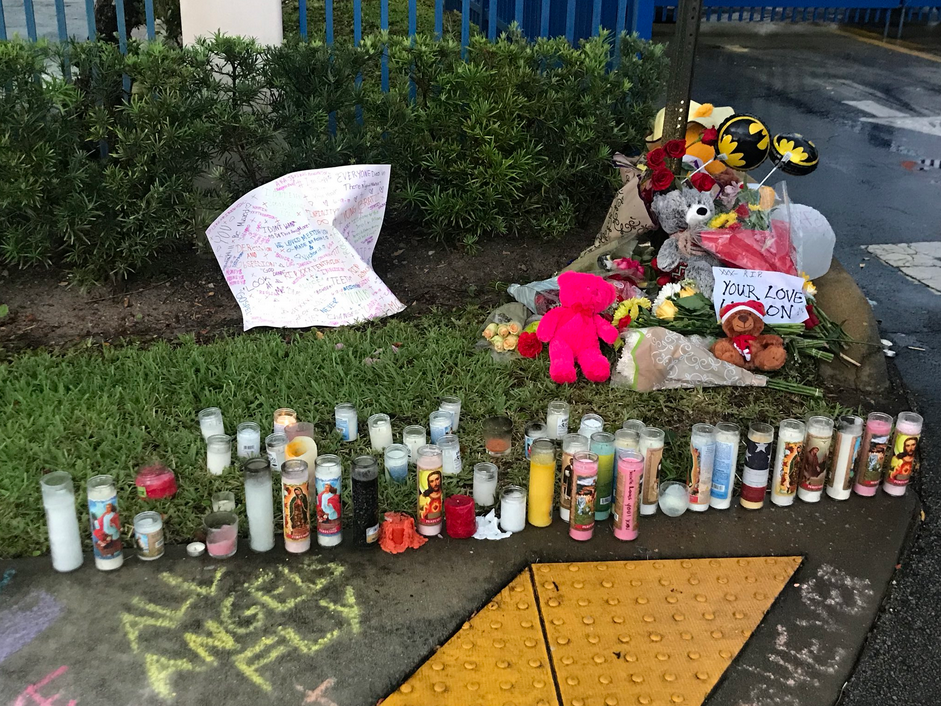
XXXテンタシオンを追悼するキャンドルと花束

2018年6月18日、フロリダ州ディアフィールドビーチのバイクショップを出たところで2人組の黒人男性に銃撃され、病院に運ばれたが死亡が確認された。事件の直後、車内で動かないXXXテンタシオンの動画がインターネット上で公開され拡散された。後に判明したところによると、強盗目的で襲ったのは4人でその内2人が銃撃した。6月28日にはフロリダ州サンライズBB&Tセンタースタジアムで公開告別式が行われた。
XXXテンタシオンの死から1日後の2018年6月19日には、楽曲「Sad!」のSpotifyでの再生回数が24時間に約1,040万回を記録し、エド・シーラン「シェイプ・オブ・ユー」が2017年8月25日に記録した約1,010万回を更新した。
「Sad!」はBillboard Hot 100でも殺害の翌週に52位から再上昇して1位になり、彼にとって初のNo.1ヒットとなった。

## ディスコグラフィ
スタジオ・アルバム
- 17 (2017年)
- ? (2018年)
- Skins (2018年)
- Bad Vibes Forever (2019年)
- LOOK AT ME: THE ALBUM (2022年)